# Telis
Telis (Griego: Τῆλυς; Síbaris, mediados del s. V- 511 a. C.) fue un político griego, tirano de Síbaris.

## Vida
Aunque de origen aristocrático, Telis fue un demagogo que se hizo con el poder ganándose el apoyo del demos en contra de la oligarquía gobernante. Expulsó de la ciudad a los 500 ciudadanos más ricos y confiscó sus propiedades, repartiéndolas entre el pueblo.
Los exiliados, refugiados en Crotona, conspiraron contra Telis y convencieron a  los demás exiliados apoyados por Pitágoras, de la necesidad de intervenir militarmente. Telis fue derrotado y muerto, a lo que siguió la completa destrucción de Síbaris, seguida del desvío del río Cratis, que anegó su antiguo emplazamiento (511 a. C.).